# Erdwerk von Rimbeck

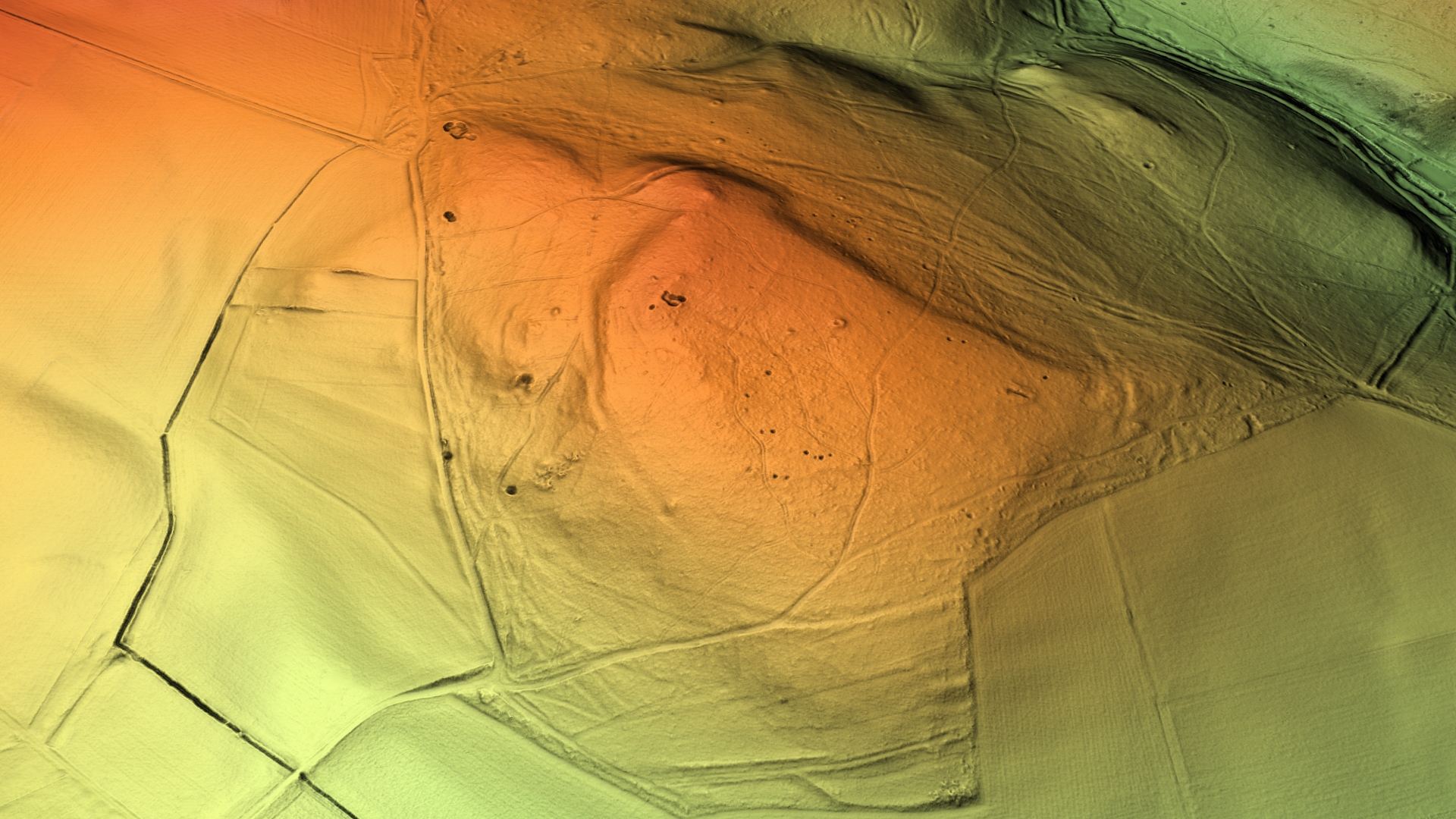
3D-Ansicht des digitalen Geländemodells

Das sogenannte Erdwerk von Rimbeck ist eine neolithische Anlage bei Rimbeck, Stadt Warburg, Kreis Höxter, in Ostwestfalen-Lippe, Nordrhein-Westfalen. Das Galeriegrab von Warburg-Rimbeck liegt innerhalb des Erdwerkes.

## Hintergrund
Die Siedlungslandschaft Ostwestfalens weist eine Vielzahl von neolithischen Erdwerken, Grabensystemen und Großsteingräbern auf. Zu diesen zählt beispielsweise das Erdwerk von Rimbeck. Die Anlage wurde in den 1980er Jahren durch Grabungen im Gelände und mit naturwissenschaftlichen Methoden eingehend untersucht. Aufgrund der erheblichen Größe des Erdwerks kommt der Anlage eine wissenschaftliche Bedeutung als Ausdruck der regionalen neolithischen Siedlungsstruktur bei. Der innere Grabenzug der Anlage hat die Abmessungen von 685 Metern Länge mit einer Breite von 7 Metern und einer Tiefe von durchschnittlich 2,2 Metern bei einer Sohlenbreite von 1,5 Metern. Die Anlage wurde vermutlich vom Jung- bis zum Spätneolithikum des 3. bis 4. Jahrtausends v. Chr. genutzt. Innerhalb der Anlage befindet sich ein Galeriegrab, sodass die Anlage in einem rituellen Kontext angesprochen wird. Das Erdwerk von Rimbeck wird der Wartberg-Kultur zugeordnet.
Der Zugangsweg zum Erdwerk führt aus dem Ortskern heraus über die Straße „Zum Weißen Holz“ zur bewaldeten Anhöhe nördlich der Ortschaft.